# パトリス・デジーレ
パトリス・デジーレ（英: Patrice Désilets、1974年5月9日 - ）とは、カナダ人ゲームデザイナー。

## 略歴
- 1974年、シージェップの数学教員である父と、ケベック州政府の国際養子事務局（Secrétariat à l'adoption internationale）長官の母の間に生まれる。
- 1996年、エドワードモンプティ予備大学（シージェップ）卒業前に、モントリオール大学で映画学と文学の学士号を取得[1] 。
- ユービーアイソフトに入社し、さまざまなゲームの製作に携わる。
- 『アサシン クリード ブラザーフッド』の仕事を終えた後、"creative break"を取ることを表明し、休業[2]。
- 2011年夏よりTHQのモントリオールスタジオに入社し、ゲーム業界に復帰する予定[3][4]。
- THQの倒産に伴う知的財産権のオークションで開発スタジオがユービーアイソフトに売却されたことにより、パトリスはユービーアイソフトに復帰したものの、2013年5月にユービーアイソフトに解雇された。パトリスはこれを不当なものとしている[5]。
- 2013年6月、「THQモントリオールスタジオで開発中の『Amsterdam 1666』の権利を買い戻し、開発を続ける権利がある」としてパトリスはユービーアイソフトを提訴した。ユービーアイソフトはパトリスと締結した契約に効力はないと争う姿勢であったが、2016年4月に和解。「Amsterdam 1666」の権利はパトリスに譲渡され、パトリスは訴訟を取り下げた[6]。
- 2014年1１月、モントリオールを拠点とする新しいスタジオ、パナッシュ デジタル ゲームズ(Panache Digital Games)の設立を発表した[7]。

## 作品
- アサシン クリードシリーズ
  - アサシン クリード
  - アサシン クリード II
  - アサシン クリード ブラザーフッド
- プリンス・オブ・ペルシャ 時間の砂
- Donald Duck: Goin' Quackers
- Hype: The Time Quest
- アンセスターズ:人類の旅